# Giancarlo Caracuzzo
Giancarlo Caracuzzo (Roma, 15 settembre 1960) è un disegnatore italiano.
Ha collaborato e collabora con alcune tra le più importanti case editrici americane ed europee: Marvel Comics, IDW Publishing, DC Comics, Éditions Delcourt, Sergio Bonelli Editore, Universo, Bugs Comics.

## Biografia
Nel 1981 lascia l'Accademia di Belle Arti per dedicarsi alla scenografia, in qualità di pittore e decoratore, e lavora a vari progetti teatrali. Nel 1986 inizia la sua carriera di disegnatore di fumetti, realizzando alcuni episodi per le riviste musicali Boy comics e Rosa shocking, distribuite dalla stessa casa editrice della rivista Cioè. nello stesso anno realizza per la casa editrice Acme episodi di genere horror per le riviste Splatter & Mostri.
Dalla fine degli anni ottanta collabora con Sergio Bonelli Editore alla realizzazione di vari episodi dei fumetti Martin Mystère, Nick Raider e Julia - Le avventure di una criminologa. Inoltre realizza vari fumetti fantasy per Intrepido, di genere noir per Nero della Granata Press (questi ultimi raccolti poi nel volume monografico Storia di cani). Dal dal 2004 iniziano le sue collaborazioni con gli editori franco/belgi, la trilogia "La Dernière Reine" per Les  Editions Dupius, sulla vita della regina Cleopatra.
Ha occasionalmente realizzato anche gli storyboard di alcuni film come La leggenda di Al, John e Jack di Aldo Giovanni e Giacomo, e sino al 2007 è stato insegnante di materie artistiche presso la Scuola Romana dei Fumetti, fondata nel 1993 dallo stesso Caracuzzo insieme ad un gruppo di colleghi.
Dal 2010 collabora con la Marvel Entertainment per cui disegna alcune storie di supereroi (Iron Man, Spider-Man) e la miniserie  Gorilla Man, e Formic Wars di Orson Scott.